# Os sete príncipes do inferno
Os sete príncipes do inferno é uma expressão popularizada que indica ao resumo feito pelo teólogo e bispo alemão Peter Binsfeld, no século XVI, no qual ele associou um demônio específico a cada Pecado capital.
Os sete príncipes do inferno então seriam, segundo Binsfeld:
1. Asmodeus associado à luxúria,
2. Azazel à ira,
3. Belphegor à preguiça,
4. Belzebu à gula,
5. Leviatã à inveja,
6. Lúcifer ao orgulho,
7. Mammon à ganância.